# Keystone (Kolorado)
Keystone – jednostka osadnicza w Stanach Zjednoczonych, w stanie Kolorado, w hrabstwie Summit.